# Domiziana Cavanna
Domiziana Cavanna, née le 9 novembre 1995, à Pietra Ligure en Italie, est une nageuse synchronisée italienne. Elle a concouru en équipe aux Jeux olympiques d'été de 2020.
Cavanna est une athlète du Gruppo Sportivo Fiamme Oro.

## Carrière
Domiziana Cavanna faisait partie de l'équipe junior italienne, médaillée de bronze en combiné libre aux Championnats d'Europe des jeunes à Belgrade en 2011. L'année suivante, elle a également participé aux Championnats du monde des jeunes qui se sont déroulés à Volo, en Grèce.
En tant que seniors, il a fait ses premières apparitions aux championnats du monde avec l'équipe d'Italie lors de Budapest 2017, contribuant à la cinquième place obtenue dans le programme technique de la compétition par équipe et à la quatrième place dans le combiné libre. Il a remporté un total de trois médailles aux Championnats d'Europe de Glasgow 2018, : une d'argent au combiné libre et deux de bronze dans les deux programmes (technique et libre) de la compétition par équipes.
Domiziana Cavanna fait partie de l'équipe italienne qui, aux Championnats du monde de Gwangju 2019, a remporté la première médaille historique des championnats du monde par équipe, terminant deuxième du temps fort, une routine nouvellement introduite dans les championnats, derrière l'Ukraine et devant l'Espagne.